# Badumna exilis
Badumna exilis là một loài nhện trong họ Desidae.
Loài này thuộc chi Badumna. Badumna exilis được miêu tả năm 1890 bởi Tord Tamerlan Teodor Thorell.